# Дебют ван Круйса
Дебют ван Круйса — шахматный дебют, начинающийся ходом 1. e2-e3.
Относится к фланговым началам. Назван по имени голландского шахматиста XIX века Мартена ван Круйса.

## История
Ход e2-e3 встречался с давних времён. Так, например, известна партия Лусены, датированная 1497 годом, в которой было применено это начало. Впоследствии дебют применялся такими известными шахматистами, как Й. Крейчик, Дж. Блэкберн, А. И. Нимцович, Б. Ларсен, Э. Майлс.
В 1994 году Гарри Каспаров с переменным успехом использовал данное начало против шахматной программы Fritz. Чемпион мира выиграл две партии и одну проиграл.
Дебют ван Круйса самостоятельного значения не имеет, обычно игра сводится к другим началам. Мало того, при 1. e2-e3 e7-e5 2. e3-e4 образуется позиция открытого дебюта, но при ходе чёрных, и они получают возможность разыгрывать открытые начала с переменой цвета. В современной шахматной практике встречается редко.

## Варианты
- 1. …e7-e5 2. c2-c4[4].
- 1. …d7-d5 2. f2-f4[4].
- 1. …e7-e5 2. c2-c4 d7-d6 3. Кb1-c3 Кb8-c6 4. b2-b3 Kg8-f6 — Амстердамская атака[5].

## Примерные партии
- NN — Луис Рамирес Лусена, Саламанка, 1497[6]

1. e2-e3 e7-e5 2. d2-d4 e5:d4 3. Фd1:d4 d7-d5 4. Фd4-d1 Сf8-d6 5. Кb1-c3 Кg8-f6 6. Кg1-f3 Сc8-e6 7. Сf1-d3 Кb8-c6 8. b2-b3 h7-h6 9. Сc1-b2 Фd8-d7 10. Фd1-e2 O-O-O 11. O-O g7-g5 12. Кf3-e1 h6-h5 13. f2-f3 g5-g4 14. f3-f4 h5-h4 15. f4-f5 h4-h3 16. f5:e6 Сd6:h2+ 17. Kрg1:h2 h3:g2+ 18. Kрh2:g2 Фd7-d6 19. Лf1-h1 Лh8:h1 20. Kрg2:h1 Лd8-h8+ 21. Kрh1-g1 Фd6-g3+ 22. Кe1-g2 Кc6-e5 23. Фe2-f2 Фg3-h2+ 24. Kрg1-f1 g4-g3 25. Фf2:f6 Фh2-h1+ 26. Крf1-e2 Фh1:g2+ 0-1
- Йозеф Эмиль Крейчик — NN, 1908[7]

1. e2-e3 d7-d6 2. Кg1-f3 Кb8-d7 3. Cf1-d3 b7-b6 4. Кf3-g5 h7-h6 5. Кg5-e6 f7:e6 6. Сd3-g6x 1-0